# マルコ・ヴォフチョク
マルコ・ヴォフチョク (ウクライナ語: Марко́ Вовчо́к、本名 マリヤ・ヴィリンスカ、ロシア語: Мария Александровна Вилинская、1833年12月22日 – 1907年8月10日) は著名なウクライナの作家。ペンネームのマルコ・ヴォフチョクはパンテレイモン・クーリシュがつけた。その作品は農奴制反対の傾向を持ち、ウクライナの過去の歴史を描いた。1857年のウクライナ語の作品集『Folk Tales（民話）』の出版後、1860年代にウクライナでめざましい文学的名声を得た。ウクライナ文学のいくつかの新しいジャンル、特に『Institute（フィニッシング・スクール）』のようなソーシャルノベルの質を高めた。『Maroussia（マルーシャ）』はフランス語に翻訳され、19世紀末までに西ヨーロッパで人気を得た。1870年代のロシア語への翻訳に関する盗作スキャンダルの後、作家としてのキャリアはほぼ終わった。
ウクライナの民族誌家オパナス・マルコヴィッチとロシアの士官ミハイロ・ロバッフ-ズーチェンコの妻であり、ロシアのジャーナリストボーダン・マルコヴィッチの母、ロシア文芸評論家のディミトロ・ピサレフのいとこ、ロシアの作家ディミトロ・ヴィリンスキの姉、ウクライナ外交官の叔母。
今もって、マルコ・ヴォフチョクのウクライナ語作品の著作者については様々な意見がある。最高傑作の『Folk Tales（民話）』は19世紀半ばから書き起こされており、作品集の編集者パンテレイモン・クーリシュを含む多くの文芸評論家は、この作品集は最初の夫、民族誌家オパナス・マルコヴィッチとの共作と考えている。

## 生涯

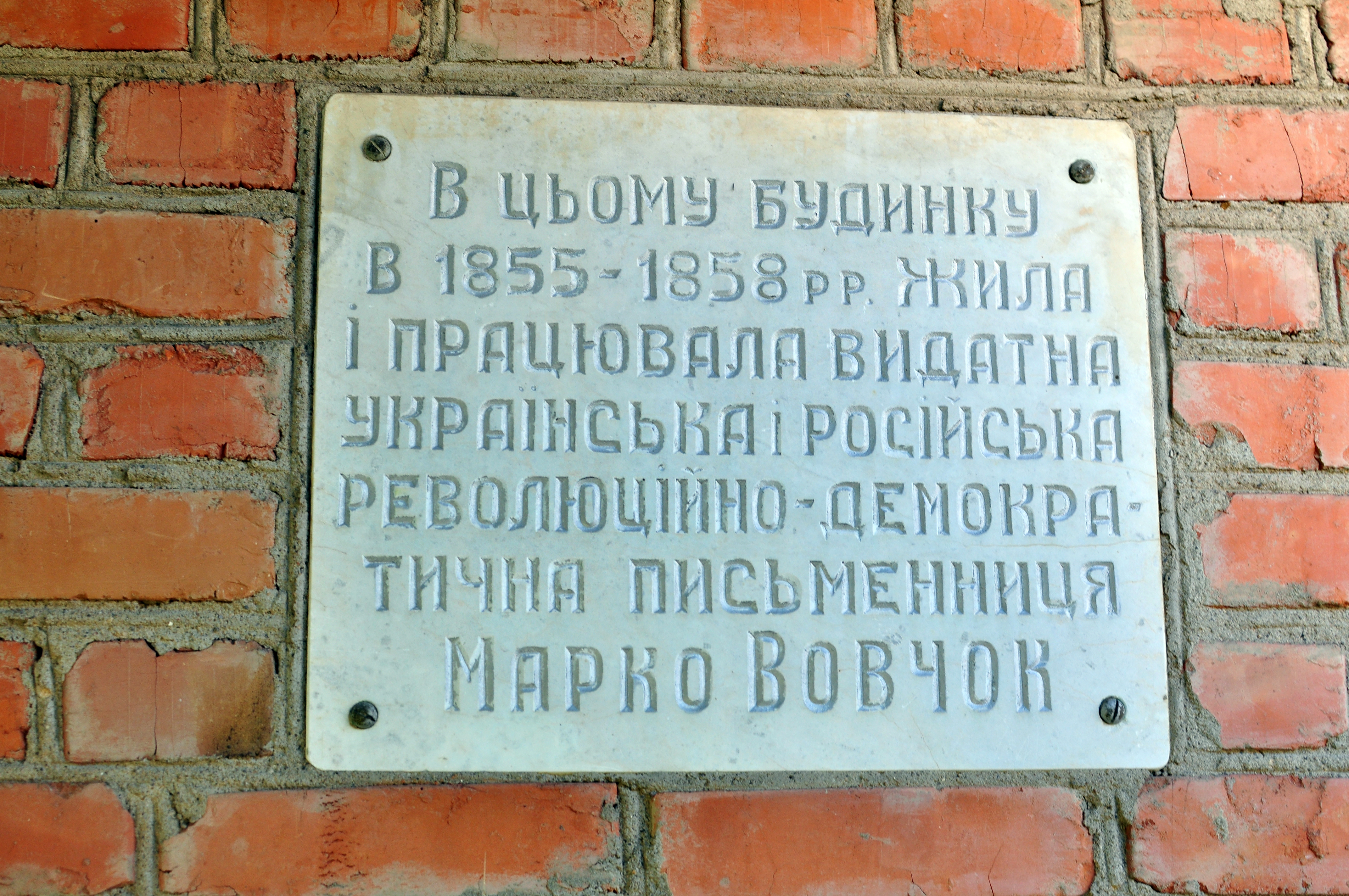
ネムィーリウにあるマルコ・ヴォフチョクを記念したプレート

マリヤ・ヴィリンスカは1833年にロシア帝国のオリョール州で陸軍士官と高貴な女性の家に生まれた。7歳の時に父親を亡くした後、叔母の家で育てられ、勉学のため最初ハリコフ（現在のウクライナのハルキウ）に、後にオリョールに住んだ。1851年にウクライナに移り、民俗学者、民族誌家でキュリロスとメトディウス兄弟団のメンバーだったオパナス・マルコヴィッチと結婚した。1851年から1858年まではチェルニーヒウ、キエフとネムィーリウに住んで夫の民族誌学研究を支え、ウクライナの文化と言語を学んだ。1857年に『Narodni opovidannya（民話）』を発表した。その作品はすぐにウクライナ文学界、特にタラス・シェフチェンコ、パンテレイモン・クーリシュから、さらに、ロシア語への翻訳、イワン・ツルゲーネによる『Ukrainskie narodnye rasskazy（ウクライナの民話、1959年）』の編纂後、ロシアでも称賛を得た。 1859年にサンクトペテルブルクに短期間滞在した後、中央ヨーロッパに移り、ドイツ、フランス、イタリア、スイスに住んだ。1867年から1878年まで再びサンクトペテルブルクに住み、ウクライナ語での執筆が禁じられたことから、ロシア語雑誌向けの執筆、翻訳を行った。『Zhivaya dusha（生きている魂、1868年）』、『Zapiski prichyotnika（店員のメモ、1870年）』、『V glushi （裏の森で、1875年）』、他に数冊の小説をロシア語で書いた. 1878年には北コーカサスに、1885年から1893年の間はキエフ州に住み、ウクライナの民話と辞書を執筆した。1900年代初めにはウクライナの出版社との接触を再開した。
他の人々によるロシア語への翻訳を自身のものとする盗作が耳目を集めた後、雑誌「the Translations of the Best Foreign Writers（外国人作家翻訳選）」の廃刊もあり、1872年にサンクトペテルブルクを離れ、トヴェリの知人の家に移り住んだ。トヴェリ州でロシア語での執筆を続けた。この時期の小説、短編として『Teple Gnezdechko（あたたかい巣、1873年）』、『Vidpochynok u seli（村での休息、1876年-1899年）』などがある。
1878年にずっと年下のミハイロ・ロバッフ-ズーチェンコと再婚、その後の30年間は夫の任務地であるロシア帝国の様々な場所に住んだ（スタヴロポリ、ボフスラーウ、ナリチク）。1887年から1893年の間はキエフ州のホヒトヴァーに住んだ。その後、一家はロシアのテレク州ナリチクに居を移した。 
1907年8月10日、ロシア帝国ナリチクで亡くなった。

## 英語への翻訳

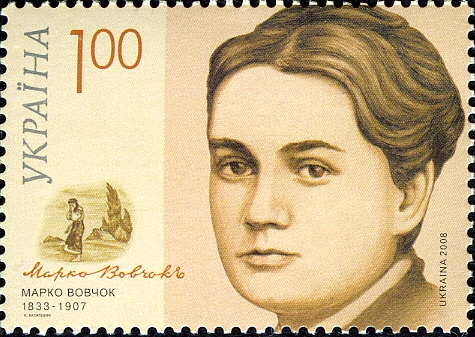
ウクライナのマルコ・ヴォフチョク記念切手

- P.J. Stahl [from the legend by Marko Vovchok]. Maroussia, A Russian Legend. Translated from the French by Belle Tevis Speed // National repository Vol. 8, Cincinnati: Hitchcock and Walden. 1880. pp.: 39-50, 146-156, 230-240, 329-338 (abridged)
  - (reprinted) P.J. Stahl [from the legend by Marko Vovchok]. Maroussia, A Russian Legend. Translated from the French by Belle Tevis Speed // Stories of Patriotism and Devotion. For Young People. Translated from the French by Belle Tevis Speed. Cincinnati: Walden & Showe; Toronto: Wm. Briggs. 1883. 325 pp. (abridged)

- P.J. Stahl [from the legend by Marko Vovchok]. Maroussia. Translated from the French by Sarah Herrick Kidder. [n.p]: [n.p]. 1887. 130 p. (abridged)

- P.J. Stahl [from the legend by Marko Vovchok]. Maroussia: A Maid of Ukraine. Translated from the French by Cornelia W. Cyr. New York: Dodd, Mead & Company. 1890. 268 p. (unabridged)
- Vovchok, M., 1983. Ukrainian Folk Stories. Translated by N. Pedan-Popil. Saskatoon, Saskatchewan: Western Producer Prairie Books. [6]
- Vovchok, M. 1982. The Cossack Girl. Translated by Mary Skrypnik. Moscow: Progress Publishers. pp 15-34. [7]